# 아르다시르 2세

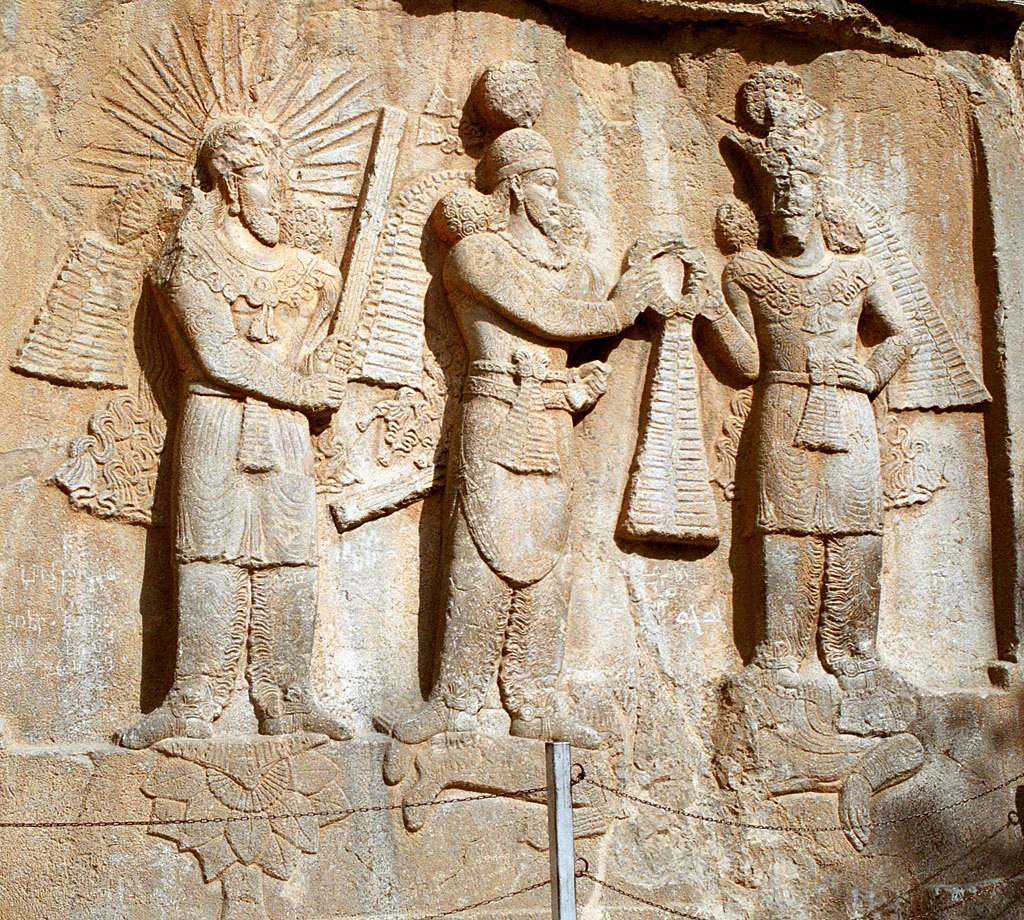
타크 보스탄에 새겨진 부조. 미트라, 아후라 마즈다가 아르다시르 2세(오른쪽)를 임명하고 있다.

아르다시르 2세(영어:Ardashir II, ? - 383)는 사산 왕조 페르시아 제국의 샤이다. 샤에 오르기 전에는 메소포타미아 지역 아디아바네(adiabene)의 왕이었으며 기독교를 박해했다고 알려졌다. 샤푸르 2세의 동생이다.

## 생애
기독교인들에게는 폭군이었지만, 페르시아인들에겐 매우 덕망있으며 위대한 왕으로 칭송받았다. 페르시아인들은 그에게 'Nihoukar(자비로운 자)'이라는 별칭을 붙였으며, 아랍인들은 'Al Djemil(덕망있는 자)'등의 칭호로 불렀다. 또한, Modjmel-al-Tewarikh에 의하면 그는 4년의 재위기간중 세금을 부과하지 않음으로써, 그들의 애착과 고마움에 보답하였다고 한다.
한편 피르다우시의 《샤나메(왕들의 책)》에 의하면, 샤푸르 2세는 한 살 연하인 아르다시르 2세를 후계로 지명하고, 자신의 어린 아들이 성인이 되었을 때 왕위를 다시 물려받을 수 있도록 유언했다고 한다. 결국 아르다시르 2세는 재위가 4년째 되는 해에 귀족들에 의해 폐위되고, 샤푸르 2세의 아들 샤푸르 3세가 왕위에 오른다.

## 국외
아르메니아는 친로마파와 친페르시아파의 대립으로 혼란스러웠다. 친페르시아파의 마누엘(Manuel)은 로마파에 의해 살해당한 파페스(Pap)의 미망인을 옹립하고, 자신은 아르메니아군의 총사령관으로 임명되었다. 그리고 페르시아군의 주둔을 허용하였다. 그러나 준비가 이루어지는 동안, 어떤 귀족(Meroujan)이 페르시아군이 마누엘을 잡으려고 한다는 허위 보고를 한다. 이에 놀란 마누엘은 페르시아군과 교전했으며 자신도 그 와중에 전사한다.
한편 더 이상의 분쟁을 원하지 않는 로마의 테오도시우스 1세와 아르다시르 2세는 평화조약을 맺는다. 하지만 그 조약은 아르다시르 2세가 죽은 383년에는 맺어지지 않았으며, 샤푸르 3세가 즉위한 384년에 성립된다.